# 広告会社、男子寮のおかずくん
『広告会社、男子寮のおかずくん』（こうこくがいしゃ、だんしりょうのおかずくん）は、オトクニによる漫画。2016年11月24日よりpixivコミック内の『クロフネ』（リブレ）にて連載が開始、2019年より『クロフネ×LINEマンガ』での先行配信になり2021年8月13日まで連載された。
2019年1月よりテレビ神奈川にてテレビドラマ化され、同年7月12日には映画版が公開された。

## 概要
超多忙な広告マン、営業の西尾、マーケティングの東良、制作の北、経理の南郷と、料理が得意な4人の男性を主人公とする。同じ男子寮に住む4人が毎週金曜日ごとに料理を持ち寄り夕食会を開き、おいしい料理に舌鼓を打ち1週間の疲れを癒すとともに、その中で広告の企画のアイデアを得たり、悩みを解決するヒントを思いついたりする様を描いている。また、クセのあるクライアントや横暴な上司に悩まされたり、他部署との板ばさみや軋轢といった、会社勤めにありがちな共感できるエピソードも織り交ぜられている。
タイトルの「おかずくん」は西尾のニックネームであり、「にしおかず」の最後の3文字をとったもの。

## 登場人物
西尾和（にしお かず）<24>
ミナト広告株式会社営業2課所属。入社2年目。おかず担当。大阪出身。

東良啓介（ひがしら けいすけ）　<25>
ミナト広告株式会社マーケティングチーム所属。入社2年目。汁もの担当。神奈川県出身。

北一平（きた いっぺい）<33>
ミナト広告株式会社クリエイティブチーム所属。入社2年目。転職組。ご飯担当。新潟出身。

南郷正（なんごう ただし）<28>
ミナト広告株式会社経理部所属。入社2年目。転職組。箸休め担当。沖縄県出身。

## 書誌情報
- オトクニ 『広告会社、男子寮のおかずくん』 リブレ〈クロフネCOMICS[注 1]〉、全7巻
  1. 2017年6月23日発売[5]、ISBN 978-4-7997-3360-8
  2. 2018年3月23日発売[6]、ISBN 978-4-7997-3750-7
  3. 2018年11月22日発売[7]、ISBN 978-4-7997-4100-9
  4. 2019年4月23日発売[8]、ISBN 978-4-7997-4290-7
  5. 2020年3月23日発売[9]、ISBN 978-4-7997-4710-0
  6. 2020年12月19日発売[10]、ISBN 978-4-7997-5040-7
  7. 2021年8月19日発売[11]、ISBN 978-4-7997-5379-8

## テレビドラマ
2019年1月15日から3月19日まで毎週火曜に、テレビ神奈川で放送されたテレビドラマ。主演は黒羽麻璃央。黒羽麻璃央にとって、本作が初のテレビドラマ主演作となった。

### キャスト（テレビドラマ）

#### 主要人物
- 西尾和 - 黒羽麻璃央
- 東良啓介 - 崎山つばさ
- 北一平 - 小林且弥
- 南郷正 - 大山真志
- 合田課長 - 金剛地武志
- 吉田さやか - 橋本美和
- 荒木一郎 - 久野雅弘

#### ゲスト
第1話
- 澤田孝典 - 谷口翔太
- 野村勝也 - 阿部翔平

第2話
- イベントスタッフ - 松井翔司

第3話
- 伊達社長 - 徳井優（第6話・第9話）

第4話
- 高野十和子 - 須藤温子
- 片山武 - 阪田マサノブ
- 澤海大 - 石坂晋輔
- 波川祥子 - 藤田直美

第5話
- 秋山英孝 - 清水伸

第6話
- 最上翼 - 三原大樹（第7話）
- 岡本さゆ - 南山あずさ（第7話）

第7話
- 多部チカ - 金澤美穂
- 経理部長 - 日中泰景

第8話
- 中村社長 - 赤間麻里子
- 下村孝平 - 関野昌敏（第9話）
- 安藤太郎 - 小早川俊輔
- 鈴木雅人 - KOHEI

第9話
- 松下みのり - 山本夢（第10話）
- 小池川寛 - 日向丈
- マスダ社長 - ボブ鈴木

### スタッフ（テレビドラマ）
- 監督 - 三原光尋
- 脚本 - 金杉弘子
- 撮影 - 鈴木周一郎
- 編集 - 宮島竜治、澤井祐美
- フードコーディネーター - 高城順子
- 音楽 - MOKU
- 主題歌 - DEVIL NO ID『TGIF』
- エンディングテーマ - Super Break Dawn『Silent Snow』
- プロデューサー - 田中亮祐、三木和史、小林智浩、漆間宏一
- 製作 - 岡本東郎、三木和史、古内利英、近藤和之、出口雅史、岡田豊、森永隆史、小島孝浩
- 制作 - ビデオプランニング
- 製作・著作 - 「広告会社、男子寮のおかずくん」製作委員会、バップ、ビデオプランニング、ネクスト、テレビ神奈川、テレビ埼玉、KBS京都、九州朝日放送、日本BS放送

### 放送日程
| 話数   | 放送日  | サブタイトル                        |
| ------ | ------- | ----------------------------------- |
| 第1話  | 1月15日 | たまねぎトロリ肉じゃが編            |
| 第2話  | 1月22日 | ホクホクにんにくトンテキ編          |
| 第3話  | 1月29日 | 真冬に汗だくカレー鍋編              |
| 第4話  | 2月05日 | ホっとふんわりオムライス編          |
| 第5話  | 2月12日 | お金がない!?ワンコインディナー編    |
| 第6話  | 2月19日 | 4人で宴会!おにぎり唐揚げ編          |
| 第7話  | 2月26日 | 気分もさっぱりゴミがけご飯編        |
| 第8話  | 3月05日 | 恐怖!?健康診断とすき焼き鍋編        |
| 第9話  | 3月12日 | お仕事改革!タコのジュッとネギごま編 |
| 第10話 | 3月19日 | お疲れ様!のお好み焼き定食編         |

### 関連商品
DVD
- ドラマ「広告会社、男子寮のおかずくん」（2019年6月19日、バップ、品番:VPBX-14826）

書籍
- 週末男子めし 「広告会社、男子寮のおかずくん」レシピ&TVドラマフォトブック（2019年7月12日、リブレ、ISBN 978-4-7997-4396-6）

## 映画
2019年7月12日に公開された日本の映画。テレビドラマ版に引き続き、主演は黒羽麻璃央。江ノ島を舞台に、入社3年目となったおかずくんが新プロジェクトのリーダーを任され奮闘する姿を描く。

### キャスト（映画）
- 西尾和 - 黒羽麻璃央
- 東良啓介 - 崎山つばさ
- 北一平 - 小林且弥
- 南郷正 - 大山真志
- 吉田さやか -橋本美和
- 荒木一郎 - 久野雅弘
- 合田課長 - 金剛地武志
- 中野美夏 - 逢沢りな
- 中野友和 - 田中要次

### スタッフ（映画）
- 監督 - 三原光尋
- 脚本 - 金杉弘子
- 音楽 - MOKU
- 主題歌 - LUV K RAFT『真夏のファンタスティックボーイ』
- 制作 - ビデオプランニング
- 製作 - 「広告会社、男子寮のおかずくん」製作委員会、バップ、ビデオプランニング、ネクスト、テレビ神奈川、テレビ埼玉、KBS京都、九州朝日放送、日本BS放送
- 配給 - バップ

### 関連商品（映画）
DVD
- 「広告会社、男子寮のおかずくん 劇場版」（2019年11月20日、バップ、品番:VPBT-14880）